# Ngaoundéré
Ngaoundéré é uma cidade dos Camarões capital da província de Adamawa. Ngaoundéré é também a capital do departamento de Vina.